# Reload (álbum de Tom Jones)
Reload es un álbum de 1999 del cantante británico Tom Jones. Fue el último disco que publicó Tom Jones en el Siglo XX. Contiene 15 duetos con artistas de la talla de Van Morrison, Robbie Williams, Natalie Imbruglia o Stereophonics. El disco consiguió vender más de 6 000 000 de copias.
Su sencillo «Sex Bomb» es una de sus obras más conocidas y fue número 1 en varios países y listas.
Fue el álbum número en Reino Unido en 3 ocasiones, octubre de 1999, mayo de 2000 y junio del 2000.

## Lista de canciones
| N.º | Título                                                          | Escritor(es)                                             | Duración |  |
| 1.  | «Burning Down the House» (con The Cardigans)                    | David Byrne, Tina Weymouth, Chris Frantz, Jerry Harrison | 3:40     |  |
| 2.  | «Mama Told Me Not to Come» (con Stereophonics)                  | Randy Newman                                             | 3:02     |  |
| 3.  | «Are You Gonna Go My Way» (con Robbie Williams)                 | Lenny Kravitz, Craig Ross                                | 3:44     |  |
| 4.  | «All Mine» (con The Divine Comedy)                              | Geoff Barrow, Beth Gibbons, Adrian Utley                 | 4:12     |  |
| 5.  | «Sunny Afternoon» (con Space)                                   | Ray Davies                                               | 4:15     |  |
| 6.  | «I'm Left, You're Right, She's Gone» (con James Dean Bradfield) | Stan Kesler, William E. Taylor                           | 3:09     |  |
| 7.  | «Sex Bomb» (con Mousse T)                                       | Mousse T, Errol Rennalls                                 | 3:50     |  |
| 8.  | «You Need Love Like I Do» (con Heather Small)                   | Norman Whitfield, Barrett Strong                         | 3:24     |  |
| 9.  | «Looking Out My Window» (con James Taylor Quartet)              | Tom Jones                                                | 4:26     |  |
| 10. | «Sometimes We Cry» (con Van Morrison)                           | Van Morrison                                             | 3:59     |  |
| 11. | «Lust for Life» (con The Pretenders)                            | Iggy Pop, David Bowie                                    | 6:13     |  |
| 12. | «Little Green Bag» (con Barenaked Ladies)                       | George Baker Selection                                   | 4:01     |  |
| 13. | «Ain't That a Lot of Love» (con Simply Red)                     | Willa Dean Parker, Homer Banks                           | 2:58     |  |
| 14. | «She Drives Me Crazy» (con Zucchero)                            | Fine Young Cannibals                                     | 3:11     |  |
| 15. | «Never Tear Us Apart» (con Natalie Imbruglia)                   | INXS                                                     | 3:00     |  |
| 16. | «Baby, It's Cold Outside» (con Cerys Matthews)                  | Frank Loesser                                            | 3:11     |  |
| 17. | «Motherless Child» (con Portishead)                             | Traditional                                              | 4:26     |  |

## Certificaciones
| Territorio    | Organismo certificador | Certificación | Ventas certificadas | Simbolización |         |         |         |         |
| América       | América                | América       | América             | América       | América | América | América | América |
| ------------- | ---------------------- | ------------- | ------------------- | ------------- | ------- | ------- | ------- | ------- |
| Canadá        | Music Canada           | Oro           | 50,000              |               |         |         |         |         |
| Europa        |                        |               |                     |               |         |         |         |         |
| Austria       | IFPI Austria           | Platino       | 50,000              |               |         |         |         |         |
| Francia       | SNEP                   | Oro           | 190,000             |               |         |         |         |         |
| Alemania      | BVMI                   | Platino       | 500,000             |               |         |         |         |         |
| Italia        | FIMI                   | 2x Platino    | 200,000             |               |         |         |         |         |
| Suecia        | GLF                    | Platino       | 80,000              |               |         |         |         |         |
| Suiza         | IFPI Switzerland       | Platino       | 50,000              |               |         |         |         |         |
| Reino Unido   | BPI                    | 4x Platino    | 1,200,000           |               |         |         |         |         |
| Oceania       |                        |               |                     |               |         |         |         |         |
| Australia     | ARIA                   | 2x Platino    | 140,000             |               |         |         |         |         |
| Sumatorias    |                        |               |                     |               |         |         |         |         |
| Todo el Mundo | 6,000,000              | 6,000,000     | 6,000,000           | 6,000,000     |         |         |         |         |